# ELINT
 Electronics Intelligence ou ELINT é o termo usado, principalmente em inglês, para descrever a inteligência, no sentido de informações, como em serviço de inteligência (serviço de informações), obtida através da sensores voltados para a rede de defesa inimiga, como radares e sinais enviados por armas teleguiadas.